# Котляревські гербу Огоньчик
Котляревські (рос. Котляревские) — український священицький рід, зарахований до дворянства Російської імперії.

## Походження
Достеменне походження полтавських Котляревських гербу Огоньчик невідоме. Першими згаданими в джерелах представниками роду були диякон Успенського собору в Полтаві Іван (Іоанн) Котляревський та його брат «ярославський ієрей» Василь Котляревський, що мав кількох синів. 
В «Розподільчому акті» на майно Котляревських від 3 вересня 1779 р. згадується прабабуся І. П. Котляревського — Марія Ясенова, проте невідомо, чи це мати диякона Іоанна чи його теща.
Нащадки Василя Котляревського мешкали у Кременчуцькому повіті.
Цей рід Котляревських було внесено в частину VI родословної книги спадкового дворянства Катеринославського намісництва:
|                                                                             | Полтавский дворянской опеки протоколист Иван Петров сын Котляревский просил меня выдать ему свидетельство, что он между дворянами Полтавского уезда считается. А как мне известно, что оный протоколист Котляревский происходит из малороссийского шляхетства, владеет в Полтавском уезде недвижимым имением и его род внесен Екатеринославского наместничества в дворянскую родословную книгу в шестую ее часть, почему он, Котляревский, о вступлении как в военную и в статскую службу никакого препятствия не имеет. Во уверение всего вышописаного и сие свидетельство от меня ему, Котляревскому, за подписом и с приложением герба моего и печати дано в Полтаве 1793 года, генваря 30 дня. |
| — Полтавского уезда дворянский предводитель коллежский советник Петр Черныш | |

## Опис герба
Щит: в червоному полі стріла, поставлена на напівкільце. Нашоломник: дві руки що тримають напівкільце.

## Родова схема
- NN Котляревський
  - Іван Котляревський (пом. до 1768) — диякон в Свято-Успенському соборі в Полтаві[6] ∞ Агафія Яківна NN (пом. до 1768)
    - Петро Іванович (нар. 1749) — канцелярист в полтавському міському магістраті ∞ Параскева Лаврентіївна Жуковська — донька козака Решетилівської сотні[7][8]
      - Іван Петрович (*1769 — †1838)

    - Яків Іванович (нар. 1754) — полтавський міщанин[4]
    - Агафія Іванівна ∞ NN[4]
    - Марфа Іванівна

  - Василь Котляревський — ярославський ієрей
    - NN Котляревський
    - NN Котляревський